# Raymond Spruance
Raymond Ames Spruance (Baltimore, Maryland, 1886. július 3. – Monterey, Kalifornia, 1969. december 13.) amerikai admirális.
Raymond Spruance a Maryland állambeli Baltimore-ban született 1886. július 3-án Alexander P. Spruance és Annie Ames Spruance gyermekeként. Iskoláit New Jersey-ben végezte, majd 1903 és 1906 között az Annapolisban lévő US Naval Academy tengerészeti tisztképzőben tanult.
Végzése után 1906-ban a USS Iowa, majd 1907-től USS Minnesota hajókon szolgált. 1907-től elektromérnöki tanulmányokat folytatott a General Electric-nél.
1910-től 1911-ig a USS Connecticut fedélzetén teljesített szolgálatot, majd a USS Cincinnatira kapott tiszti kinevezést.
1913-ban a USS Bainbridge (DD-1) romboló parancsnokává nevezték ki, de 1914. májusától visszatért a szárazföldre, a Newport News (Virginia) Shipbuilding and Dry Dock Company-nál lett gépészeti felügyelőhelyettes, ahol 1916-tól a USS Pennsylvania csatahajó építési munkálataiban vett részt, majd a hajó vízrebocsátása után a fedélzetén is szolgált. 1917 végétől szuperintendáns a New York Navy Yardnál. E tevékenységének keretében Londonban, Liverpoolban és Edinburgh-ban is teljesített szolgálatot.
A USS Agammemnonon töltött szolgálata után 1919-ben a Maine állambeli Bath-ba vezényelték a USS Aaron Ward romboló felszerelésének felügyeletére, amelynek a parancsnokságát is átvette. 1921-24 között a Haditengerészet Mérnöki Irodájában tevékenykedett.
1924-ben rövid időre kinevezték Philip Andrews ellentengernagy, az USA Európai Haditengerészeti Erőinek parancsnoka mellé, majd átvette a USS Osborne romboló parancsnokságát. 1926-ban megkezdte kétévnyi stratégiai tanulmányait a newporti Naval War College-ben.
1932-ben kelt kapitányi kinevezése. 1938-ban a USS Mississippi cirkáló parancsnoka lett. 1940-ben ellentengernaggyá nevezték ki, februártól a 10. számú tengerészeti körzet parancsnoka, 1941. júliusától a karibi térség is a parancsnoksága alá tartozik. 1941. szeptemberében kinevezték a Csendes-óceánon tevékenykedő 5. Cirkálóhadosztály parancsnokává. 1942. júniusában William Halsey tengernagy javaslatára, aki maga betegsége miatt kórházba kényszerült, Chester W. Nimitz, a Csendes-óceáni Flotta parancsnoka kinevezte Task Force 16 parancsnokának. Ez a döntés – a repülőgép-hordozókkal kapcsolatos tapasztalatlanságát illető kritikák ellenére – igen jónak bizonyult, ugyanis az általa vezetett flottaegységeknek fontos szerepe volt abban, hogy az Egyesült Államok döntő győzelmet aratott a midway-i csatában a túlerőben lévő japán flotta felett, fordulópontot jelentve a csendes-óceáni hadszíntéren.
Spruance 1943-ban megkapta a Central Pacific Force parancsnokságát, ami 1944-es átszervezésekor az 5. Flottává alakult, melynek első parancsnoka így szintén ő lett. Parancsnokként vett részt több csendes-óceáni csatában, ő vezényelte a Gilbert-szigetek invázióját, Szaipan, Guam és a Mariana-szigetekhez tartozó Tinian elfoglalását, később Ivo Dzsima és Okinava invázióját. 1944. júniusában tengernaggyá, 1945-ben a Csendes-óceáni Flotta főparancsnokává nevezték ki.
A katonai szolgálatot 1948-ban fejezte be. 1952 és 1955 között a Fülöp-szigeteken az USA nagykövete volt.
Otthonában, a kaliforniai Pebble Beach-ben halt meg 1969. december 13-án.